# غوستافو مانتوان
غوستافو مانتوان (مواليد 20 يونيو 2001) هو لاعب كرة قدم برازيلي محترف، يلعب كلاعب خط وسط مع نادي زينيت سانت بطرسبرغ الروسي.

## مسيرة النادي

### كورينثيانز

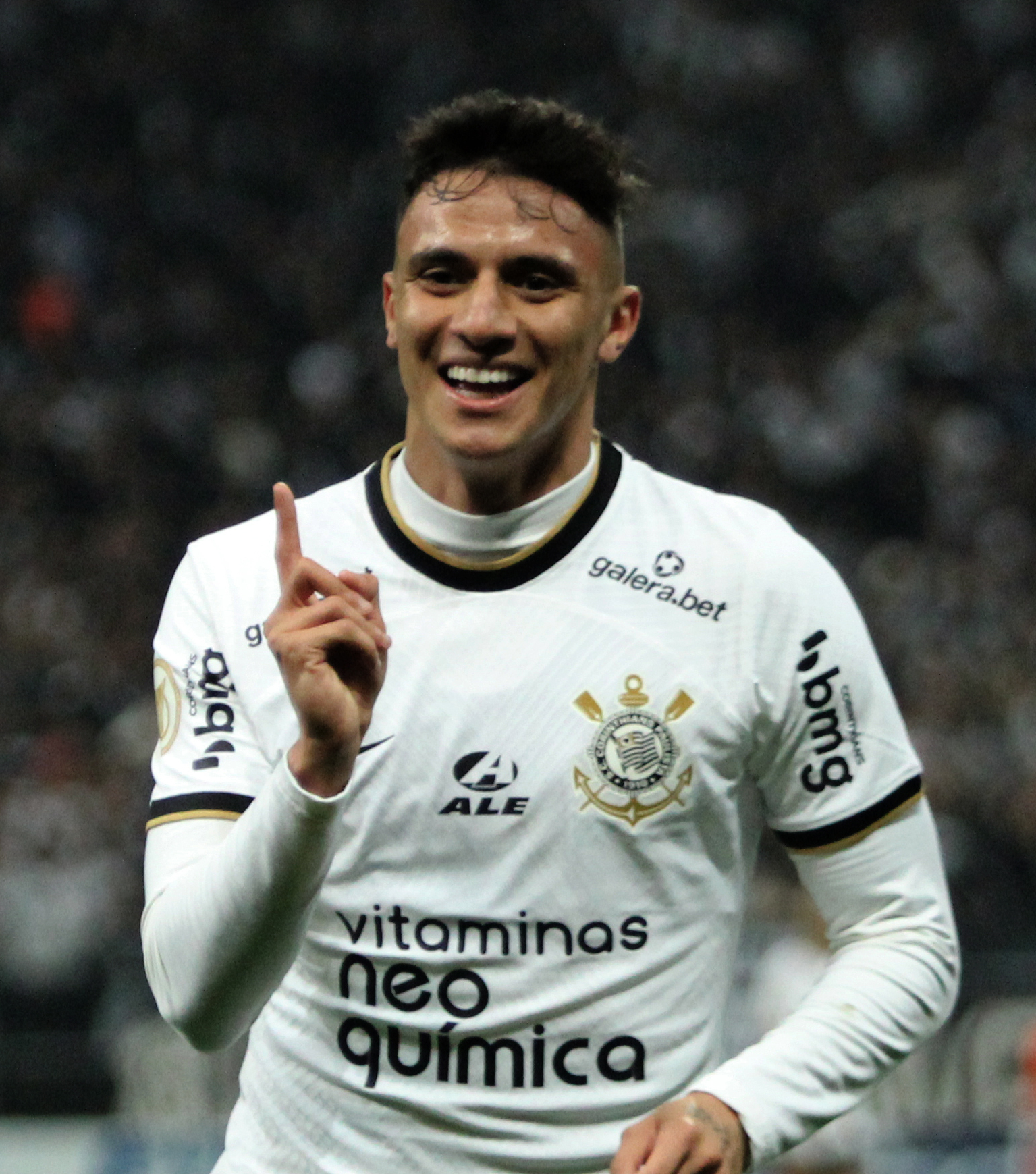
مانتوان مع كورينثيانز عام 2022

بدأ مانتوان مسيرته الكروية في السادسة من عمره في فريق الشباب بنادي كورينثيانز، حيث لعب كرة الصالات حتى سن الثالثة عشرة، قبل أن يتفرغ تمامًا لفريق كرة القدم. ظهر لأول مرة على المستوى الاحترافي مع كورينثيانز في مباراة خارج ملعبه ضد سبورت ريسيفي ضمن الدوري البرازيلي لكرة القدم 2020 ضد في 24 سبتمبر 2020.

### زينيت سانت بطرسبرغ
في 29 يونيو 2022، أعلن بطل روسيا نادي زينيت سانت بطرسبرغ عن اتفاق مع كورينثيانز الذي بموجبه سينتقل مانتوان وإيفان على سبيل الإعارة إلى زينيت وسيتم إعارة يوري ألبرتو في الاتجاه المعاكس.

## حياته الشخصية
وهو الأخ الأصغر للاعب كورينثيانز السابق غيليرمي مانتوان.

## الإحصائيات
آخر تحديث  24 مايو 2025.
| النادي                     | الموسم   | الدوري                | الدوري | الدوري  | دوري الولاية | دوري الولاية | الكأس | الكأس   | بطولة قارية | بطولة قارية | أخرى  | أخرى    | الإجمالي | الإجمالي |
| النادي                     | الموسم   | القسم                 | اللعب  | الأهداف | اللعب        | الأهداف      | اللعب | الأهداف | اللعب       | الأهداف     | اللعب | الأهداف | اللعب    | الأهداف  |
| -------------------------- | -------- | --------------------- | ------ | ------- | ------------ | ------------ | ----- | ------- | ----------- | ----------- | ----- | ------- | -------- | -------- |
| كورينثيانز                 | 2020     | الدوري الإيطالي أ     | 7      | 1       | 0            | 0            | 0     | 0       | 0           | 0           | —     | —       | 7        | 1        |
| كورينثيانز                 | 2021     | الدوري الإيطالي أ     | 3      | 0       | 0            | 0            | 0     | 0       | 0           | 0           | —     | —       | 3        | 0        |
| كورينثيانز                 | 2022     | الدوري الإيطالي أ     | 14     | 3       | 9            | 1            | 3     | 1       | 7           | 0           | —     | —       | 33       | 5        |
| كورينثيانز                 | الإجمالي | الإجمالي              | 24     | 4       | 9            | 1            | 3     | 1       | 7           | 0           | —     | —       | 43       | 6        |
| زينيت سانت بطرسبرغ (إعارة) | 2022–23  | الدوري الروسي الممتاز | 27     | 3       | —            | —            | 10    | 1       | —           | —           | 1     | 0       | 38       | 4        |

1. ↑  يشمل كأس البرازيل، كأس روسيا

## الإنجازات
زينيت سان بطرسبرغ
- الدوري الروسي الممتاز: 2022–23،[5] 2023–24[6]
- كأس روسيا: 2023–24[7]
- كأس السوبر الروسي: 2023،[8] 2024[9]